# Кожанка (селище)
Кóжанка — селище в Україні, адміністративний центр Кожанської селищної громади Фастівського району Київської області.

## Географія
Селище розташоване за 87 км від обласного центру та 18 км від районного центру, вздовж річки Кам'янки. Через село пролягає автошлях територіального значення Т 1013 Фастів — Володарка та залізниця, станція Кожанка.

## Історичні відомості
Село було засновано у XIV столітті. Назву стародавньому селищу ймовірно дали місцеві народні умільці — майстри роботи зі шкірою (кожею). Кожанка згадуються у багатьох документах, у тому числі разом з першою письмовою згадкою про Фастів 1390 року — Київський князь Володимир Ольгердович грамотою стверджував право володіння Трилісами з Кожанкою за князем Юрієм Половцем-Рожинським зі Сквири.
За Люблінською Унією у 1569 р. Польща і Литва об'єдналися в єдину державу — Річ Посполиту. Під владою Польщі Правобережна Україна перебувала з 1569 по 1793 рік. У 1593 році польський король Сигізмунд III Ваза передав містечко Триліси разом з Кожанкою та навколишніми селами у володіння шляхтичу В. Червинському, а в 1626 р. — той же король дарував Триліси з Кожанкою ротмістрові польського війська А. Строчі за участь у придушенні повстання селян 1625 року. З історичних документів за 1629 рік відомо, що в Кожанці було 43 хати, належало село старості Карбановському. У цих джерелах згадується про с. Зубарі на правому березі, що належало адвокату(в 1629 р.?) Валеріану Зубову, звідки можливо, походження назви. А ще ця місцевість була заросла кущами, дубовими гаями, де водились зубри — інша версія назви.
На 1664 рік у Кожанці 56 дворів. Кожанка, як подарунок від польського короля переходить шляхтичу Заславському. У 1688 році у Кожанці уже 106 дворів, з них: 16 — чумацьких, 12 — козацьких, населення переважно православне.
Гайдамацький визвольний рух охопив Фастівщину, тут діяли загони відомого ватажка Швачки. В цей період згоріла церква в Кожанці. Серед селян Кожанки гайдамаки знаходили підтримку, допомогу і поповнення своїх рядів.
За переказами, у 1768 році Максим Залізняк Чорним шляхом проходив через Кожанку і коли селяни звернулись до нього, то він насипав шапку срібла-золота на відбудову церкви. Після придушення гайдамацького руху власником Кожанки і Зубарів у 1775 році став граф Владислав Браницький. Браницькі — польські магнати, графи, мали величезні маєтності в Польщі, Україні та Білорусі. Владислав Браницький, заволодівши землями, зрозумівши необхідність переробної промисловості, починає будувати заводи. Спочатку винокуренний у Трилісах, а пізніше у 1859 р. цукрозавод у Кожанці, будівництво якого коштувало 345666 крб. Спочатку цукрозавод виробляв сироп, який купці, сплачували 3 крб. 90 коп. за пуд, вивозили за кордон.
У 1866 році цукровий завод виготовляв вже 25560 берковців цукру, платив у державу 3067 крб. акцизу. З десятин землі в Кожанці і Зубарях Браницькі 593 десятин віддавали в оренду селянам.
Олександра Браницька, мати Владислава, дбала про освіту, заповідала кошти на будівництво шкіл. У 1887 році у Кожанці було збудовано однокласне міністерське училище для селянських дітей, директором якого 30 років був П. Славочевський.
У 1895 році від станції Кожанка до цукрозаводу було збудовано 2 км залізничної колії. З 1900 року Кожанка перейшла до рук вдови М. Є. Браницької.
Станом на 1885 рік у колишньому власницькому селі, центрі Кожанської волості Васильківського повіту Київської губернії, мешкало 1103 особи (православних — 1068, католиків — 63, євреїв — 17), налічувалось 167 дворових господарств, існували православна церква, школа, 3 постоялих будинки, лавка, водяний млин і бурякоцукровий завод.
За переписом 1897 року кількість мешканців зросла до 1909 осіб (959 чоловічої статі та 950 — жіночої), з яких 1849 — православної віри.
З приїздом на Кожанський цукрозавод спеціалістів з Франції та Німеччини у Кожанці з'являються протестанти: бабтисти та мальованці. З 1885 року в Зубарях діє баптистська община.
Станом на 1900 рік на території Кожанки розміщені цукрозавод з економією на Софіївці, директором якого з 1901 р. був П.Скварчевський, пошта, залізнична станція, лікарня, школа, водяний млин, вітряк, пересильна, декілька десятків кустарних майстерень. Цей завод продовжував функціонувати до середини 1990-х років.
У 1919 року Васильківський повіт Київської губернії став Білоцерківським повітом. На початку 1920-х років у Кожанці активно діяло місцеве товариство «Просвіта», голову якого Миколаєнка арештували за зв'язки з повстанським отаманом Іваном Гайовим.
З 1925 року по 1929 рік Кожанка разом з іншими 18-ма селами була районним центром Кожанського району Білоцерківської округи УСРР, а 1929 року — ліквідовано, а більшу частину приєднано до Фастівського району. У 1920-х роках у Кожанці діяло антирадянське молодіжне підпілля т. зв. УКРШЮС (Української Шевченківської Юнацької Спілки) з понад 10 чоловік, які збиралися на квартирі І. Шевченка після закриття просвітянської хати-читальні і на противагу організованому владою сільбуду.
У 1930 року зі станції Кожанка та інших здійснювався вивіз заарештованих куркульських сімей, які противилися суцільній колективізації. У 1932—1933 роках у Кожанці через Голодомор загинуло понад 340 мешканців села, а у 1937—1938 роках було репресовано дуже багато місцевих людей. 1941—1943 роках у Кожанці діяв низовий осередок ОУН. У 1944 році органам НКДБ вдалося затримати І.Ярмоленка (Любського), якого залишили для організації підпільної ОУНівської роботи після повернення радянської влади.
10 квітня 1972 року села Зубарі та Кожанка об'єднані в один населений пункт Кожанка, тоді ж Кожанці надано статус селища міського типу.
За радянських часів у Кожанці також працював цегляний завод.
Нині адміністративно до селища Кожанка (селищної ради) відносяться невеликі села і хутори, які розташовані поблизу: Софіївка та залізнична станція Кожанка (знаходиться на лінії Фастів I — Козятин I).
У Кожанці 2 школи: неповна середня та середня.
У 1994—95 роках Фастівським державним краєзнавчим музеєм та Національним педагогічним університетом ім. Драгоманова (Київ) було проведено комплексну експедицію по складанню археологічної карти Фастівського району, у ході якої було проведено роботи і поблизу смт Кожанка. Тут, зокрема, віднайдено уламки посуду трипільської культури типу «Колодяжне», уламки посуду доби пізньої бронзи, уламок великого крем'яного серпа, виготовленого з якісного волинського кременю.
У центральній частині Кожанки збереглась дерев'яна Покровська церква, збудована в 1759 році. Незвичайність композиції культової споруди дозволяє її віднести до цікавих пам'яток дерев'яної архітектури Правобережної України.
У селищі споруджено меморіал загиблих радянських вояків під час німецько-радянської війни.

## Населення

### Мова
Розподіл населення за рідною мовою за даними перепису 2001 року:
| Мова            | Кількість | Відсоток |
| --------------- | --------- | -------- |
| українська      | 2559      | 94.88%   |
| російська       | 99        | 3.67%    |
| білоруська      | 4         | 0.15%    |
| румунська       | 1         | 0.04%    |
| гагаузька       | 1         | 0.04%    |
| інші/не вказали | 33        | 1.22%    |
| Усього          | 2697      | 100%     |

## Особистості
Уродженці села:
- Білокінь Іван Петрович (1914—1975) — фізіолог рослин, історик ботаніки.
- Галущенко Андрій Вікторович (1975—2015) — головний позаштатний працівник, оперативний підрозділ Служби безпеки України, учасник російсько-української війни.
- Гуріч Сергій Миколайович (1987—2015) — боєць 25-го мотопіхотного батальйону «Київська Русь» із позивним «Йожик». Загинув від ворожої кулі неподалік Дебальцевого, коли віз боєприпаси своїм побратимам. Вшанувати пам'ять героя, якому було 27 років, прийшло все його рідне село Кожанка Фастівського району.
- Дітель Вукола Юстимович (1881—1976) — підполковник Армії УНР.
- Сабадаш Андрій Васильович (1971—2015) — старшина Збройних сил України, учасник російсько-української війни.
- Терещенко Микола Сергійович (*1923) — український художник-декоратор.

## Галерея

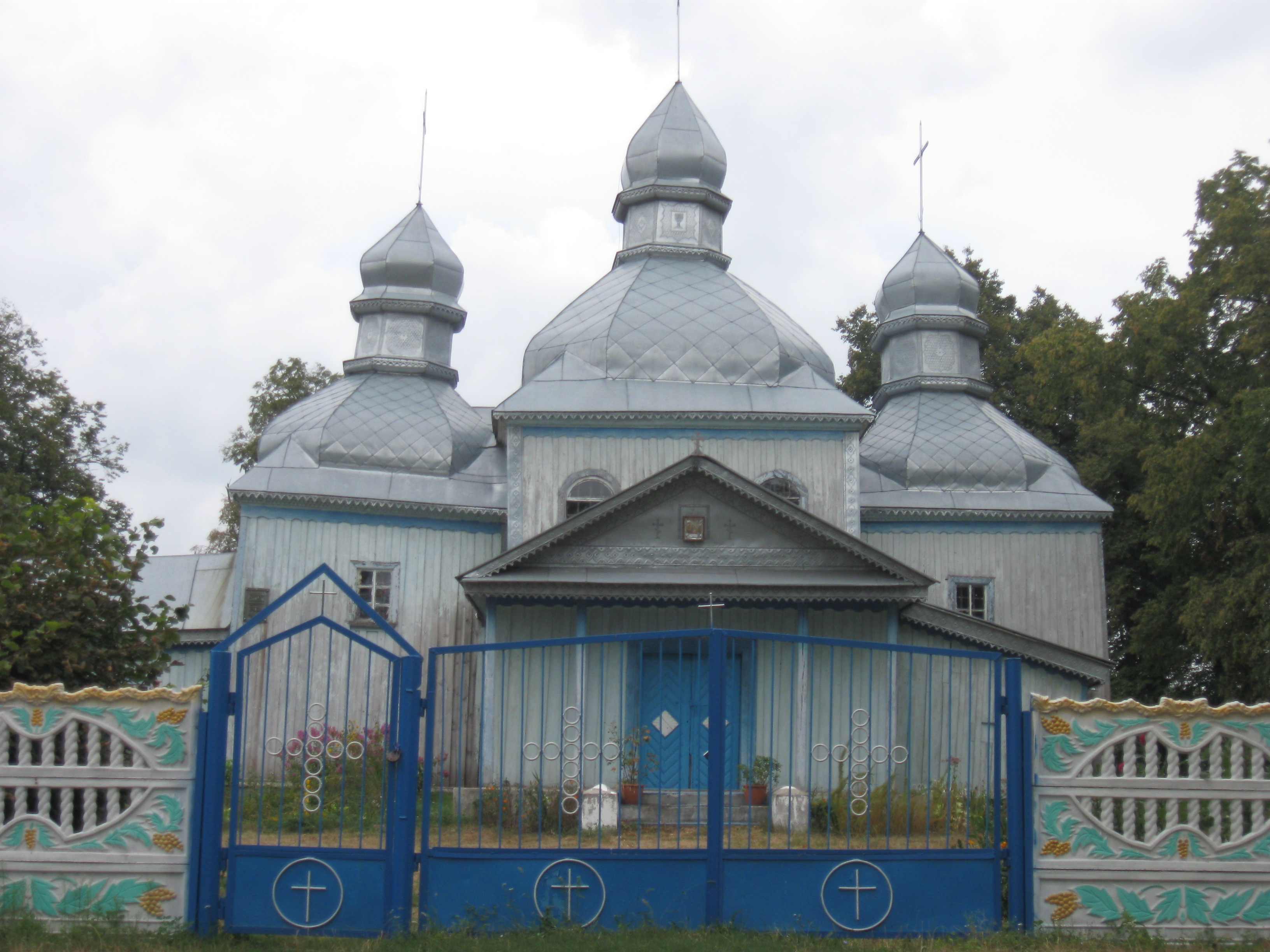
Покровська церква
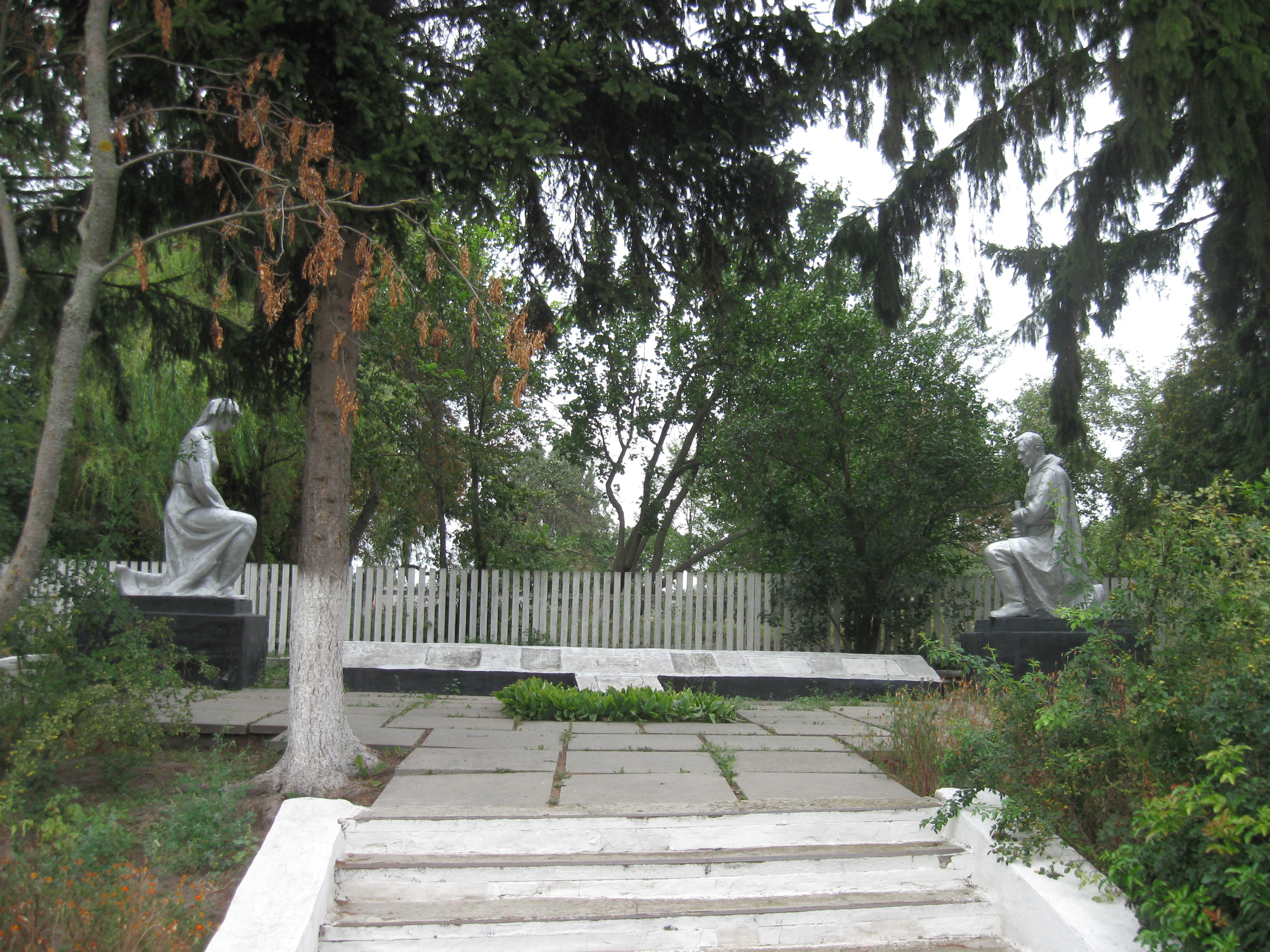
Меморіал воїнів ВВв
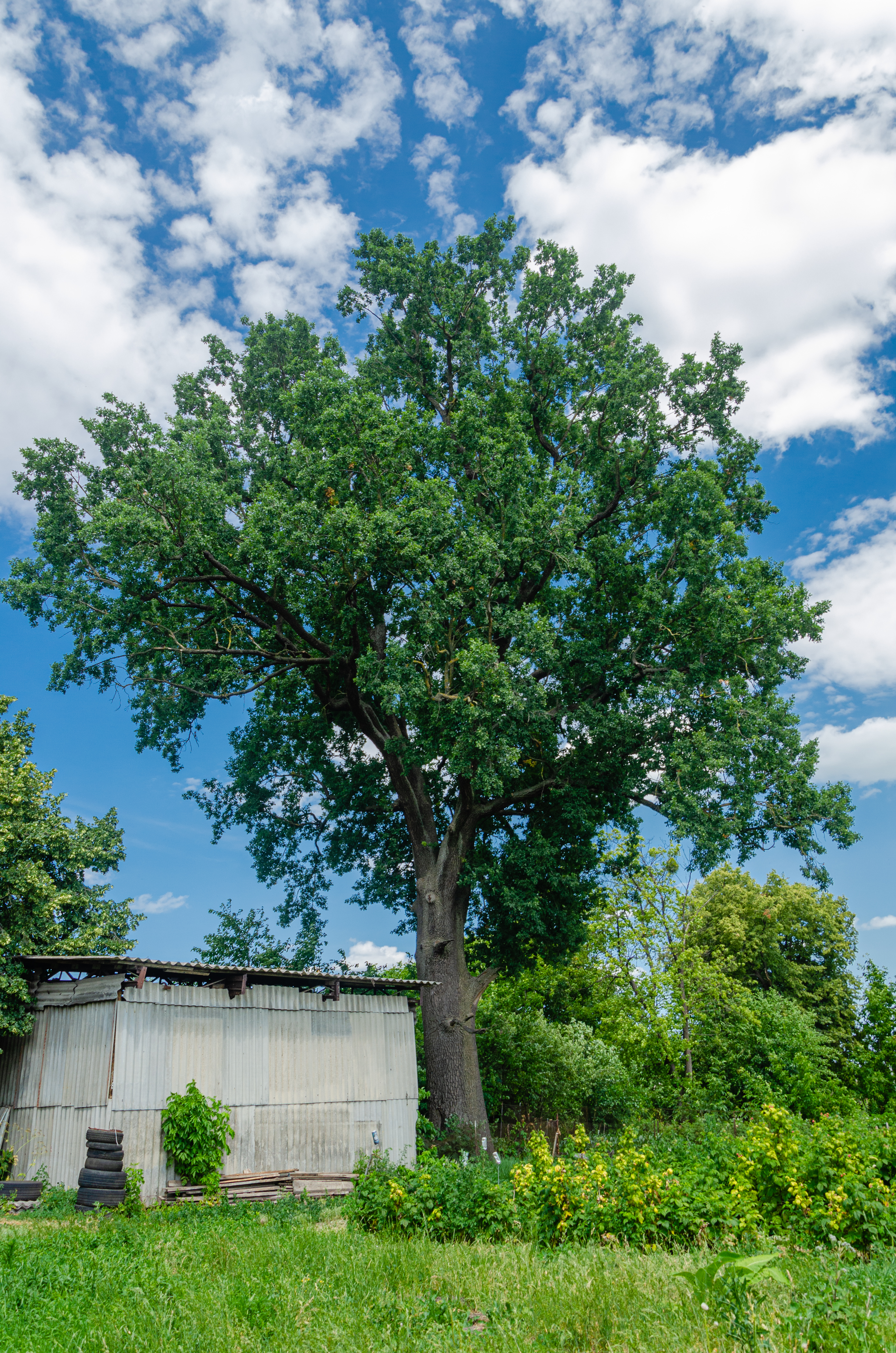
Дуб козацької слави, пам'ятка природи ботанічна, с. Кожанка
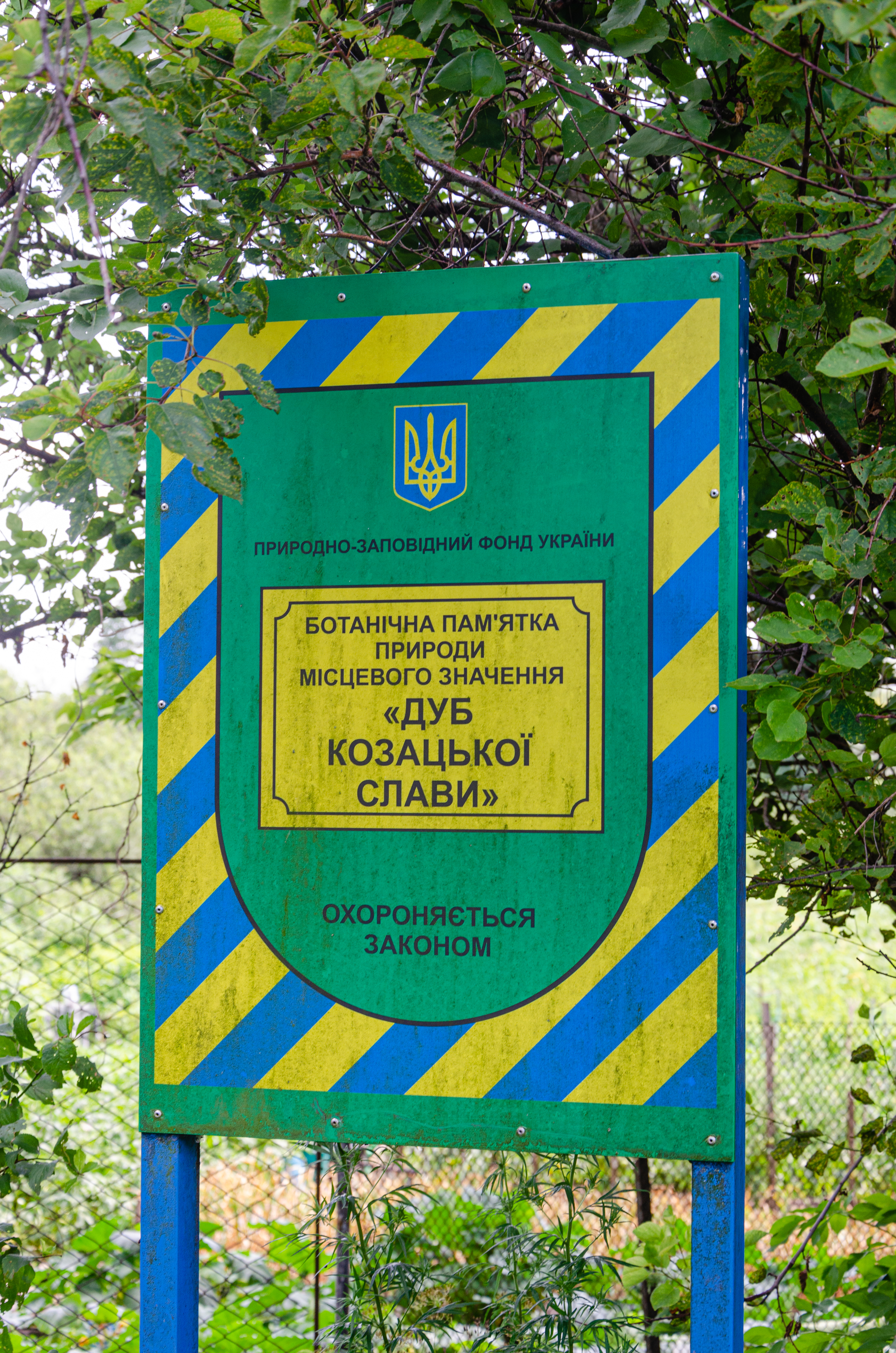
Дуб козацької слави, пам'ятка природи ботанічна, с. Кожанка
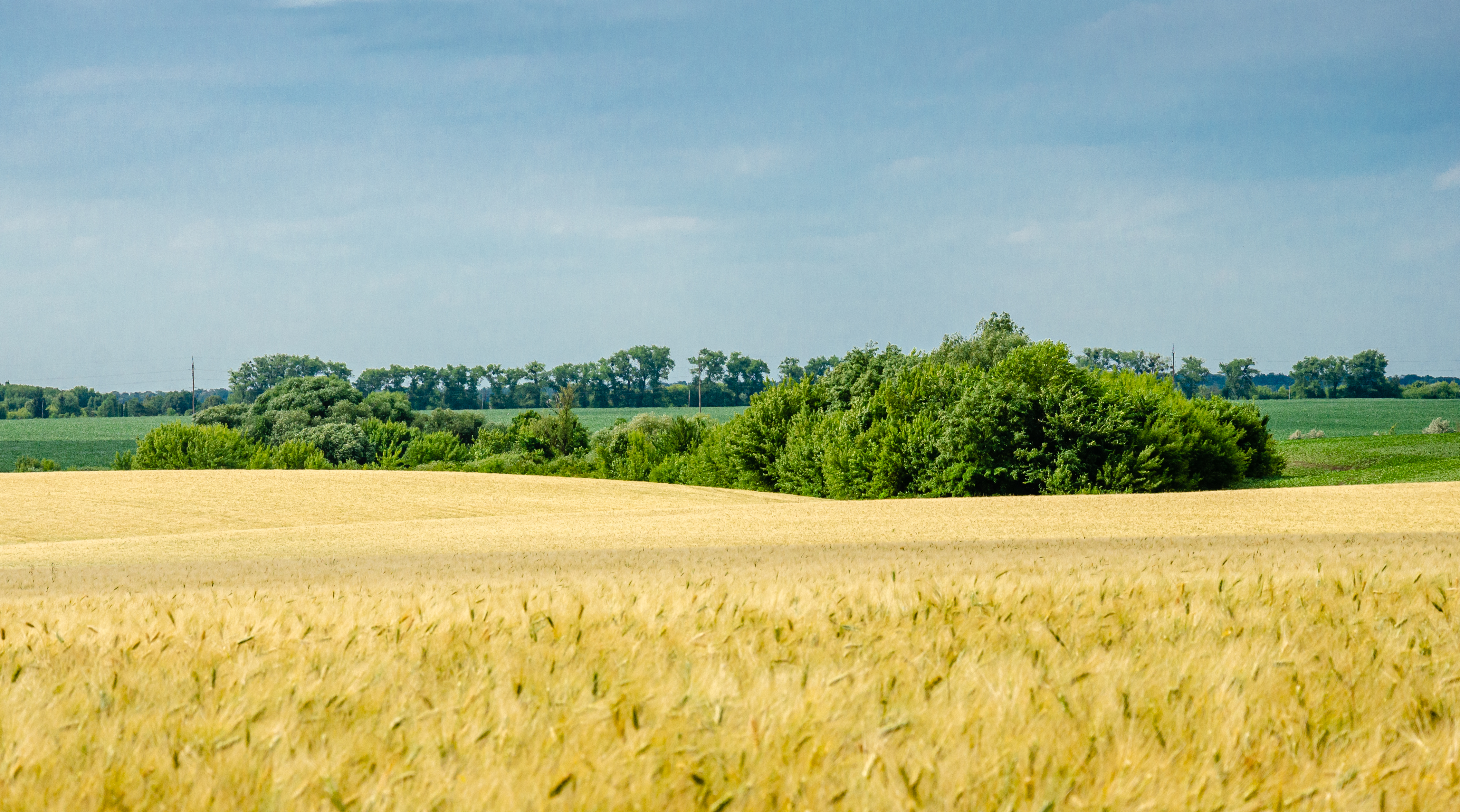
Кожанська балка, заказник ландшафтний
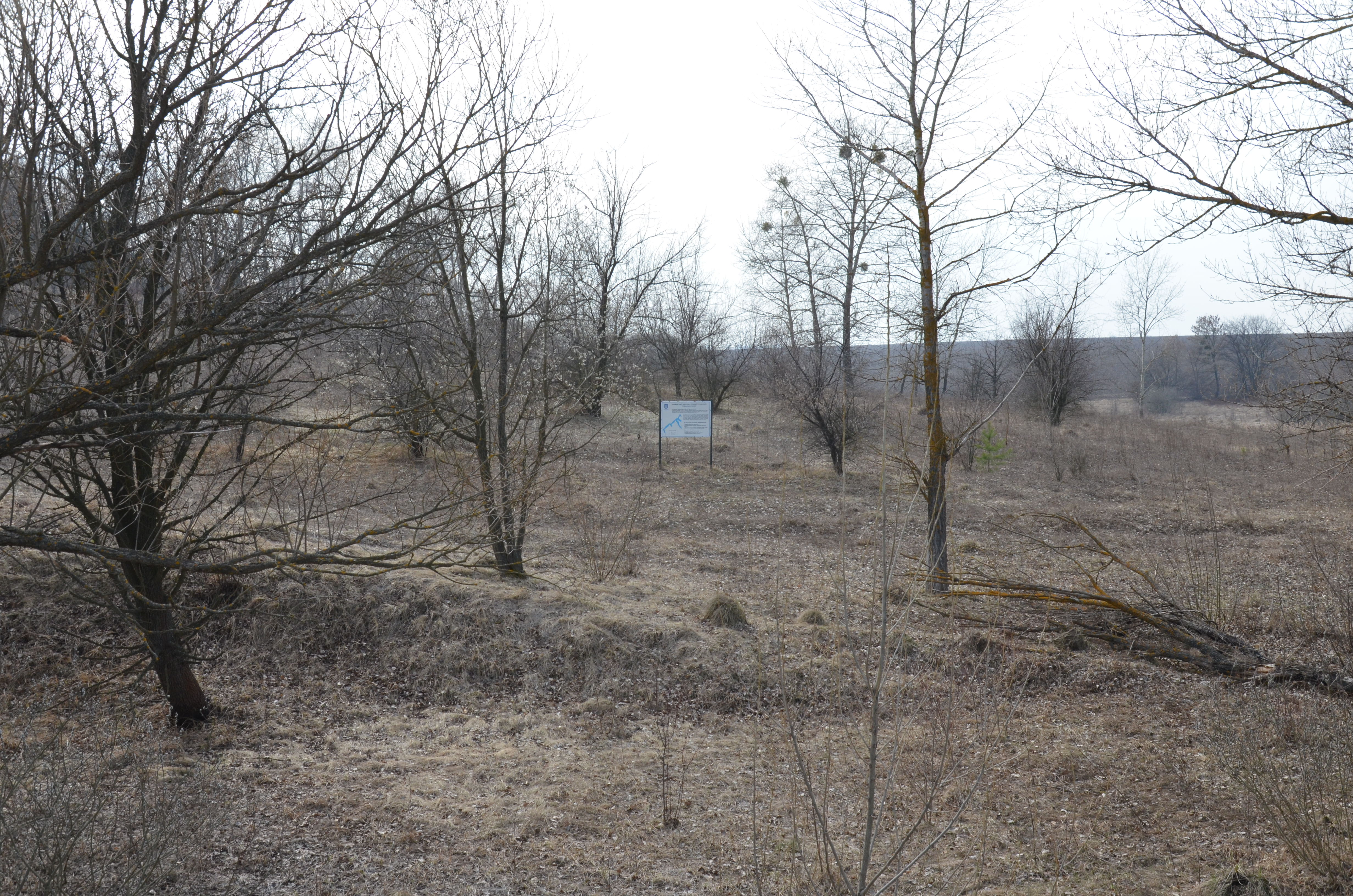
Кожанська балка, заказник ландшафтний
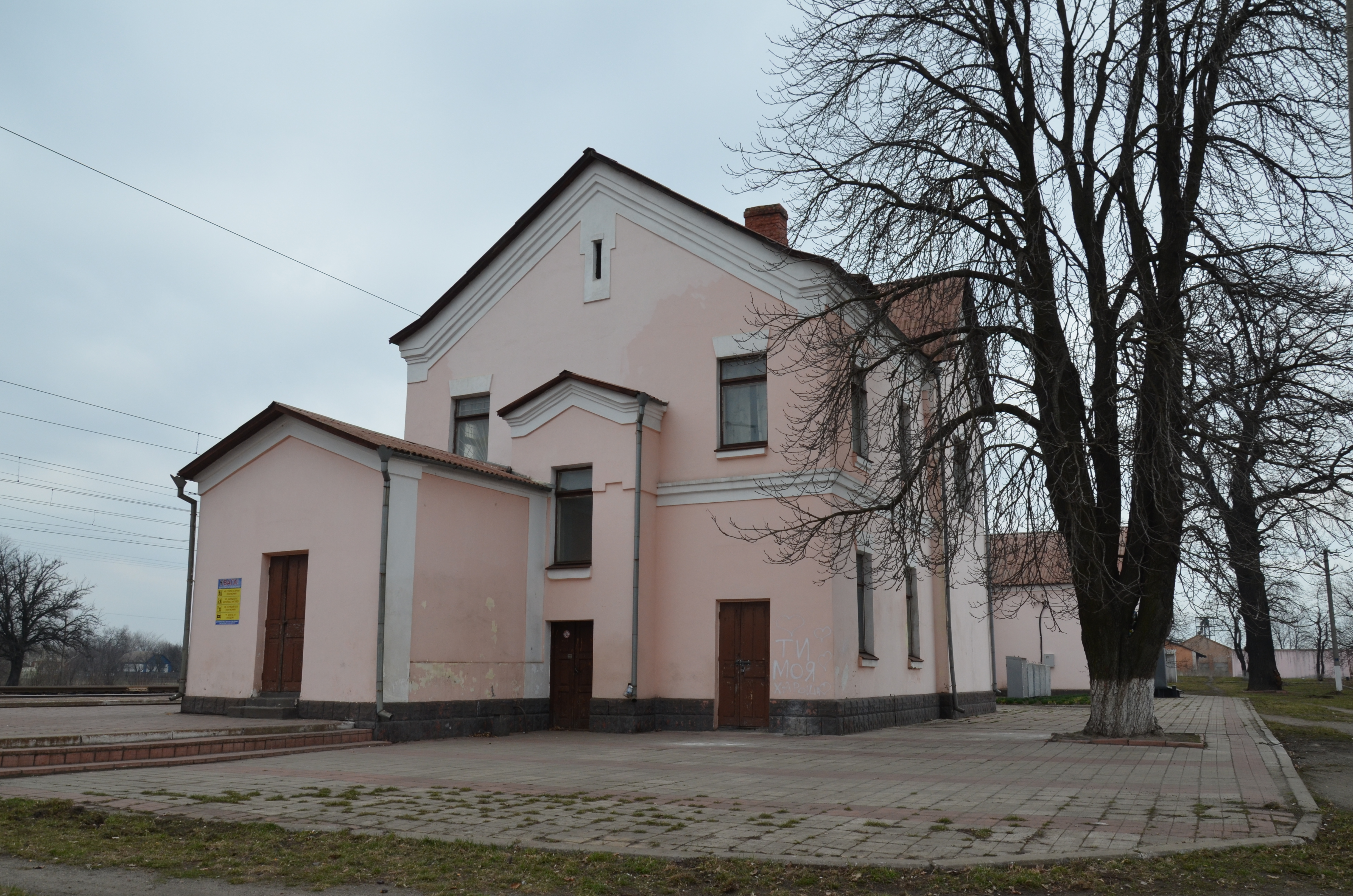
Залізнична станція Кожанка
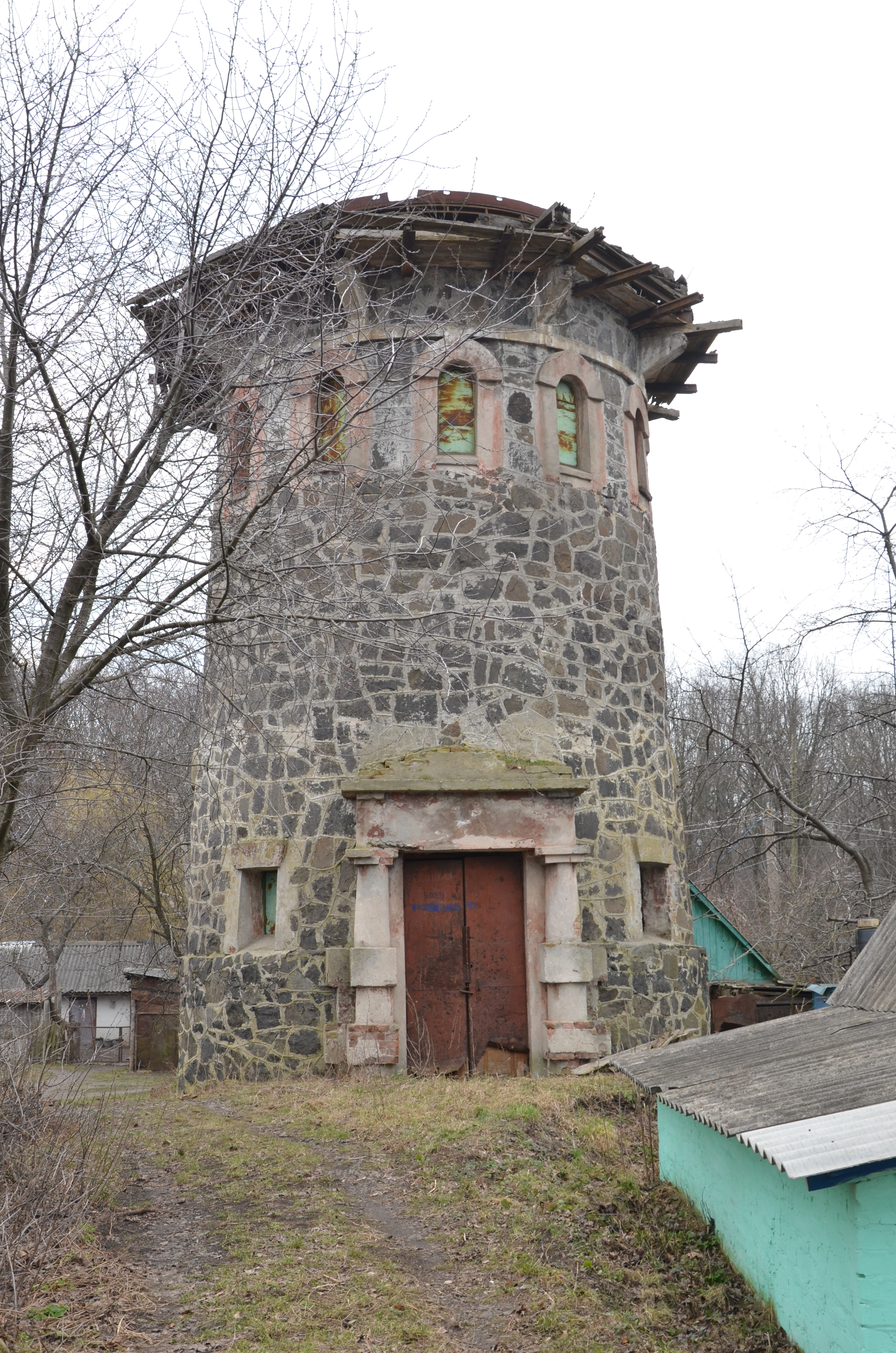
Станційна водогінна вежа, Кожанка (смт)
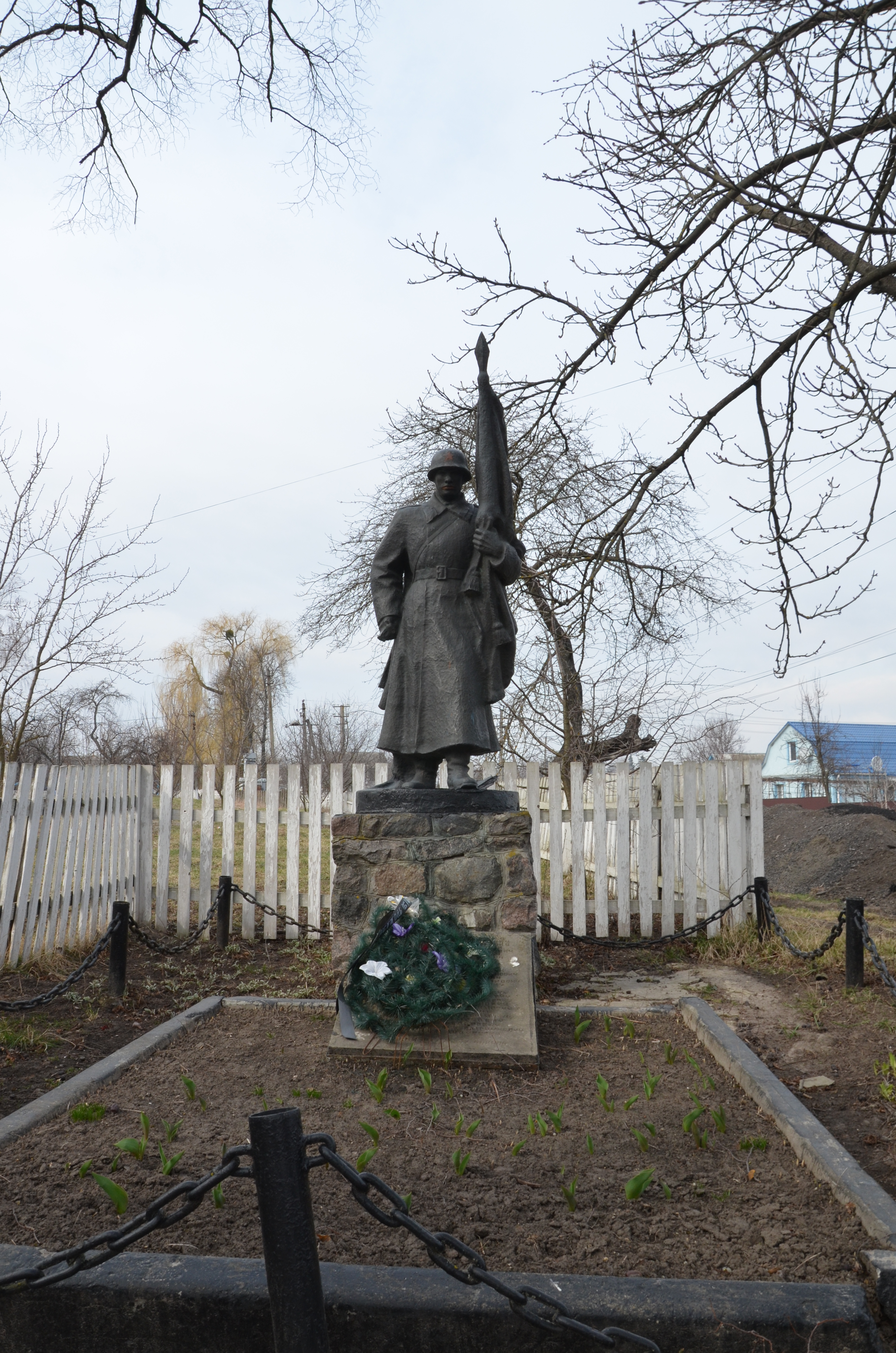
Пам'ятник воїнам-визволителям, смт Кожанка, біля школи
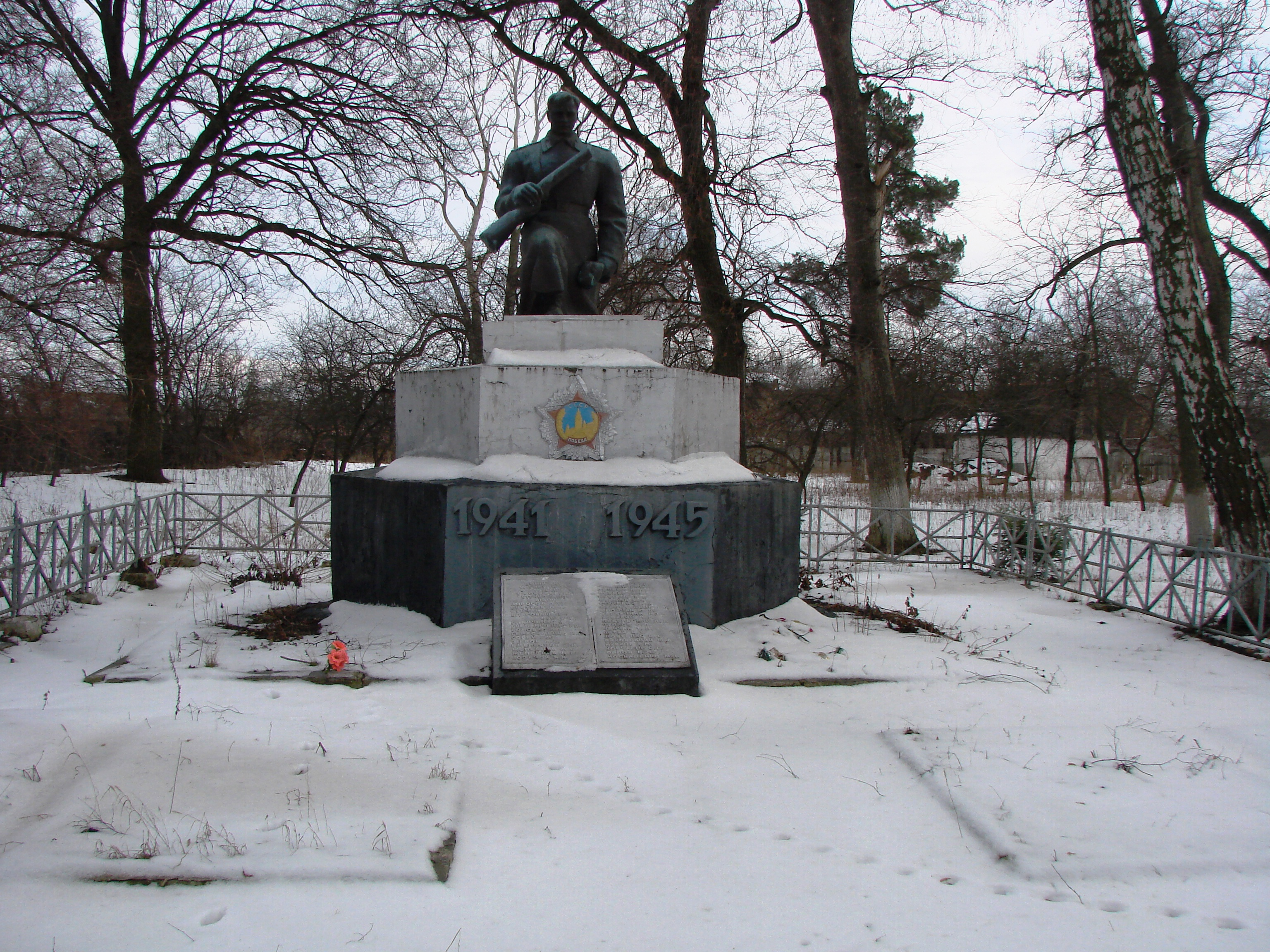
Пам'ятник воїнам-визволителям, Кожанка-цукрозавод